# Christoph Knoll
Pour les articles homonymes, voir Knoll (homonymie).
Christoph Knoll est un pasteur allemand et poète luthérien né à Bunzlau (aujourd'hui Bolesławiec, en Pologne) en 1563 et mort à Sprottau (aujourd'hui Szprotawa, en Pologne) en 1630.

## Biographie
Fils d'un cordonnier, Christoph Knoll fit ses premières études dans sa ville natale puis à Görlitz avant de s'inscrire en 1583 à l'université de Francfort-sur-l'Oder puis celle de Wittemberg, l'année suivante. Outre ses études de théologie, il acquiert de solides connaissances en mathématiques et astronomie. À partir de 1591, Christoph Knoll est nommé diacre à Sprottau ; il y finira sa vie. Son fils sera pasteur à Wittgendorf.
Johann Sebastian Bach utilisera un de ses textes dans la cantate BWV 161.

## Œuvre
- Trostbüchlein oder Praxi articulorum de resurrectione carnis et vita aeterna (ohne Jahr, ohne Ort)
- Herzlich thut mich verlangen nach einem selgen End (1599)
- Calendarium generale perpetuum (Liegnitz 1619)
- Im Leben und im Sterben